# Tetsuya Takahashi
Tetsuya Takahashi (高橋 哲哉, Takahashi Tetsuya, 18 de novembro de 1966) é um diretor, produtor e roteirista japonês de jogos eletrônicos. Ele é mais conhecido por seu trabalho na série Xeno. 
Takahashi trabalhou durante muitos anos na Square, incluindo em títulos da série Final Fantasy. Ele ficou insatisfeito com as políticas internas da Square e deixou a empresa, fundando em 1999 a Monolith Soft junto com seu colega Hirohide Sugiura. Ele atualmente trabalha como diretor executivo e chefe de operações criativas na Monolith.

## Jogos
| Ano  | Título                                             | Plataforma                          | Crédito(s)                                                     |
| ---- | -------------------------------------------------- | ----------------------------------- | -------------------------------------------------------------- |
| 1989 | Dragon Slayer: The Legend of Heroes                | PC-8801                             | Arte                                                           |
| 1991 | Final Fantasy IV                                   | Super Nintendo Entertainment System | Gráficos de batalha                                            |
| 1992 | Romancing SaGa                                     | Super Nintendo Entertainment System | Gráficos de campo                                              |
| 1992 | Final Fantasy V                                    | Super Nintendo Entertainment System | Gráficos de campo                                              |
| 1993 | Secret of Mana                                     | Super Nintendo Entertainment System | Projetista de gráficos de mapa                                 |
| 1994 | Final Fantasy VI                                   | Super Nintendo Entertainment System | Diretor de gráficos                                            |
| 1995 | Front Mission                                      | Super Nintendo Entertainment System | Projetista de gráficos                                         |
| 1995 | Chrono Trigger                                     | Super Nintendo Entertainment System | Diretor de gráficos                                            |
| 1995 | Trials of Mana                                     | Super Nintendo Entertainment System | Fundo                                                          |
| 1997 | Final Fantasy VII                                  | PlayStation                         | Arte conceitual                                                |
| 1998 | Xenogears                                          | PlayStation                         | Diretor, roteirista                                            |
| 2002 | Xenosaga Episode I: Der Wille zur Macht            | PlayStation 2                       | Diretor, roteirista                                            |
| 2004 | Xenosaga Episode II: Jenseits von Gut und Böse     | PlayStation 2                       | roteirista                                                     |
| 2004 | Xenosaga: Pied Piper                               | Celulares                           | roteirista                                                     |
| 2006 | Xenosaga I & II                                    | Nintendo DS                         | roteirista                                                     |
| 2006 | Xenosaga Episode III: Also Sprach Zarathustra      | PlayStation 2                       | Roteirista, coordenador musical, supervisor de roteiro e dados |
| 2008 | Soma Bringer                                       | Nintendo DS                         | Produtor, projetista                                           |
| 2010 | Xenoblade Chronicles                               | Wii                                 | Diretor executivo, roteirista                                  |
| 2015 | Xenoblade Chronicles X                             | Wii U                               | Diretor executivo, roteirista                                  |
| 2017 | Xenoblade Chronicles 2                             | Nintendo Switch                     | Diretor executivo, roteirista                                  |
| 2018 | Xenoblade Chronicles 2: Torna – The Golden Country | Nintendo Switch                     | Diretor executivo, roteirista                                  |